# Marie-Josée Jacobs
Pour les articles homonymes, voir Jacobs.
Marie-Josée Jacobs, née le 22 janvier 1950 à Marnach, est une personnalité politique luxembourgeoise.
Pendant plus de vingt ans, elle était ministre dans les gouvernements successifs de Jacques Santer et de Jean-Claude Juncker. Depuis décembre 2013, elle est la présidente de Caritas Luxembourg.

## Biographie
En 1984, elle devient parlementaire.

### Carrière politique
Du 01.02.2012 au 30.04.2013 :
- Ministre de la Famille et de l'Intégration
- Ministre de la Coopération et de l'Action humanitaire

Du 23.07.2009 au 01.02.2012 :
- Ministre de la Famille et de l'Intégration
- Ministre de la Coopération et de l'Action humanitaire

Du 22.02.2006 au 23.07.2009 :
- Ministre de la Famille et de l'Intégration
- Ministre de l'Égalité des chances

Du 31.07.2004 au 22.02.2006 :
- Ministre de la Famille et de l'Intégration
- Ministre de l'Égalité des chances

Du 07.08.1999 au 31.07.2004 : 
- Ministre de la Famille, de la Solidarité sociale et de la Jeunesse
- Ministre de la Promotion féminine

## Distinctions
- Grand officier de l'ordre de la Couronne de chêne[2] (Luxembourg, promotion 1998)
- Grand officier de l'ordre d'Adolphe de Nassau[3] (Luxembourg, promotion 1999)
- Grand-croix de l'ordre de l'Infant Dom Henri[4] (Portugal, promotion 2005)